# (27809) 1993 HS1
1993 إتش أس 1 (ويعرف أيضًا باسم (27809) 1993 إتش أس 1 وفق تسمية الكوكب الصغير) (بالإنجليزية: 1993 HS1)‏ هو كويكب ضمن حزام الكويكبات؛ وترتيبه 27809 من حيث الاكتشاف.
اكتُشف هذا الجُرم الفلكي بواسطة Kin Endate ‏ في 20 أبريل 1993.

## وصلات خارجية
- (27809) 1993 HS1 في قاعدة بيانات مختبر الدفع النفاث لأجرام النظام الشمسي الصغيرة

- الاكتشاف · مخطط المدار ·  العناصر المدارية · المعلمات المادية

- (27809) 1993 HS1 على موقع ويكي سكاي: DSS2, SDSS, GALEX, IRAS, Hydrogen α, X-Ray, Astrophoto, Sky Map, Articles and images